# Zilveren fluitje
Het zilveren fluitje (Megachile leachella) is een vliesvleugelig insect uit de familie Megachilidae. De wetenschappelijke naam van de soort is voor het eerst geldig gepubliceerd in 1828 door Curtis. De bijen zijn zwart met witte haarbanden. De vrouwtjes maken een hoog zoemend geluid.